# オールナイトニッポンR ねとらじアワード
オールナイトニッポンR ねとらじアワード（おーるないとにっぽんあーる ねとらじあわーど）とはニッポン放送のラジオ番組オールナイトニッポンR スペシャルナイトで放送された番組である。パーソナリティーはモーリー・ロバートソンと河野麻子。

## 放送時間
- 2005年12月30日金曜日27:00 - 5:00

## 備考
- ニッポン放送とライブドアの初の共同企画により実現した番組である。
- 録音で放送された。
- ポッドキャストでも配信された（著作権の都合によって音楽などカットされた）。

## コーナー

### ねとらじ事件簿
- ねとらじをやっていて、聞いていて起こったハプニングや出来事、思わず笑ったこの一言、ちょっと感動した話などなどねとらじに関わるお話・エピソードを送る（ねとらじリスナー向け）。

### 私は聞いたこんなねとらじ!
- 自分が聞いた「ねとらじ」を送る（オールナイトニッポンリスナー向け）。

## ゲスト
- 曽我部恵一
- あやや先生
- 嶌
- ykp
- kobaryu

## ノベルティグッズ
- 『ニッポン放送×livedoorダブルネームグッズ』